# Vytautas Andrius Graičiūnas
Vytautas Andrius Graičiūnas (* 17. August 1898 in Chicago; † 9. Januar 1952 in Olscheras, Russland) war ein litauischer Management-Theoretiker und Berater.

## Leben
Von 1914 bis 1917 studierte er an der Fakultät für Administration und Business der University of Chicago. 1918 absolvierte die Schule für Luftfahrt. Von 1919 bis 1923 studierte am Chicago Technology Institute. Ab 1927 lebte er in Kaunas und arbeitete bei Jonas Vailokaitis als Berater. Er lehrte an der  Vytauto Didžiojo universitetas. 1924 heiratete er die Schauspielerin Unė Babickaitė.
Er wurde mit dem Orden des litauischen Großfürsten Gediminas ausgezeichnet.
Nach ihm ist eine Hochschule (V. A. Graičiūnas-Hochschule für Management) genannt.